# Helge Bäcklund
Helge Karl Vilhelm Bäcklund i riksdagen kallad Bäcklund i Falköping-Ranten och Bäcklund i Falköping, född 25 augusti 1880 i Falköping, Skaraborgs län, död 20 februari 1946 i Falköping, var en svensk tågmästare och riksdagspolitiker (socialdemokrat).
Bäcklund arbetade 1892-1898 som murarhantlangare och målare, var stationskarl vid Statens Järnvägar 1898-1915, konduktör 1916-1935 och tågmästare 1936-1945. Han var även politiker, verksam som landstingsman från 1922.
Av andra kammaren i Sveriges riksdag var Bäcklund ledamot 1915–1935 (för Skaraborgs läns valkrets). Han tillhörde därefter från 1936 till sin död 1946 första kammaren.
Bäcklund var i riksdagen från 1936 och under flera år ledamot av Statsutskottet. Han var från 1927 ordförande i den socialdemokratiska distriktsorganisationen i Skaraborgs län.. I riksdagen skrev han 120 egna motioner företrädesvis om pensioner och understöd till enskilda individer, men även understöd till fastighetsägare som hyr ut till barnrika familjer, legalisering i större utsträckning av varaktiga förbindelser av äktenskaplig natur .